# 唐·坎迪
唐·坎迪（英語：Don Candy，1929年3月31日—2020年6月14日），生于阿德莱德，澳大利亚男子网球运动员。他曾获得1956年法国网球公开赛男子双打冠军、1951年美国网球锦标赛男子双打亚军。